# Kahał
Kahał (hebr. ‏קהלה‎ kehilla – „zgromadzenie, gmina”) – słowo z jidysz oznaczające gminę, formę organizacji społeczności żydowskiej. Słowo to oznacza zarówno samo skupisko ludności, wewnętrznie zorganizowane i posiadające władzę, jak i sam zarząd gminy.
Była regulowana nie tylko przez prawo żydowskie, ale także polskie, szczególnie przywileje nadawane przez władców i określające poziom autonomii gmin.
Sama forma organizacji zależała od wielkości i zamożności danej gminy. Większe i bogatsze często lokowały się we własnych budynkach, nazywanych czasem „żydowskimi ratuszami”, zatrudniając wielu urzędników. Mogły one liczyć również na dalej idące przywileje, nadawane w porozumieniu z lokalnymi władcami. Mniejsze gminy pozostawały organizacjami na wpół nieformalnymi, zatrudniając jedynie niezbędną liczbę urzędników.
Struktura gminy żydowskiej była ściśle zhierarchizowana. Najwyższymi rangą członkami kahału byli seniorzy, pełniący oficjalne funkcje reprezentacyjne, ale i sądownicze oraz zajmujący się najistotniejszymi kwestiami administracyjnymi. Nieco niżej w hierarchii, przejmując część zadań seniorów, znajdowali się ławnicy. Ważną rolę w strukturach każdej gminy pełnił rabin, będąc nie tylko przywódcą religijnym, ale i nierzadko powiernikiem czy doradcą w sprawach osobistych.
W ramach gminy działały liczne komisje, zajmujące się szczegółami kwestii administracyjnych. Przewodniczyli im kahalnicy.

## Współczesne gminy żydowskie w Polsce
Dziś w Polsce istnieje tylko 8 gmin żydowskich oraz 7 filii tych gmin, skupionych w Związku Gmin Wyznaniowych Żydowskich w RP, funkcjonującym na podstawie ustawy z dnia 20 lutego 1997 r. o stosunku Państwa do Gmin Wyznaniowych Żydowskich w Rzeczypospolitej Polskiej (Dz.U. z 2014 r. poz. 1798). Największe z nich znajdują się w Warszawie, Krakowie i Łodzi. Przewodniczącym Związku jest Piotr Kadlčik. Naczelnym rabinem RP jest Michael Schudrich.
Związek tworzy osiem gmin żydowskich:
- Gmina Wyznaniowa Żydowska w Warszawie (z filią w Lublinie),
- Gmina Wyznaniowa Żydowska we Wrocławiu (z filiami w Wałbrzychu i Żarach),
- Gmina Wyznaniowa Żydowska w Krakowie,
- Gmina Wyznaniowa Żydowska w Łodzi,
- Gmina Wyznaniowa Żydowska w Szczecinie,
- Gmina Wyznaniowa Żydowska w Katowicach (z filiami w Bytomiu i Gliwicach),
- Gmina Wyznaniowa Żydowska w Bielsku-Białej,
- Gmina Wyznaniowa Żydowska w Legnicy.

oraz dwie filie samego ZGWŻ:
- Filia ZGWŻ w Gdańsku,
- Filia ZGWŻ w Poznaniu.

Gminy nie należące do ZGWŻ:
- Gmina Wyznaniowa Starozakonnych w RP
- Niezależna Gmina Wyznania Mojżeszowego
- Izraelicka Niezależna Gmina Wyznaniowa w Poznaniu
- Beit Warszawa
- Beit Kraków
- Beit Trójmiasto
- Beit Konstancin